# Albino Magaia
Albino Magaia, né le 27 février 1947 à Lourenço Marques (auj. Maputo) et mort le 27 mars 2010 dans la même ville, est un journaliste, homme de presse, poète et romancier mozambicain. Il est le frère cadet de Lina Magaia, également femme de lettres, journaliste et militante.

## Biographie
Dans sa jeunesse il fait partie du Núcleo dos Estudantes Secundários Africanos de Moçambique (NESAM), un mouvement étudiant nationaliste de la première heure.
Homme de presse, il fut directeur de l'hebdomadaire Tempo, propriétaire du quotidien Notícias et des hebdomadaires Domingo et Desafío, également secrétaire-général de l'Association des écrivains mozambicains (AEMO).
Il fut député de l'Assemblée nationale.

## Œuvre
Il est notamment l'auteur d'un recueil de poésie, Assim no tempo derrubado (1982) et de plusieurs romans, dont Yô Mabalane! (1983) et Malungate (1987). En juillet 2019, un ouvrage de fiction inédit, Duas vidas à procura do mar e outros contos, est publié à titre posthume.